# Météorite de Vaca Muerta
Pour les articles homonymes, voir Météorite (homonymie) et Vaca Muerta (homonymie).
La météorite de Vaca Muerta, ou simplement Vaca Muerta (l'espagnol pour « Vache Morte »), est une météorite trouvée en 1861 près de Taltal (province d'Antofagasta, Chili). C'est une sidérolithe (une météorite mixte silicate-métal) classée parmi les mésosidérites du groupe A1.

## Inventaire
Vaca Muerta est la plus massive (3 830 kg) des 216 mésosidérites trouvées entre 1842 et 2014, devant la météorite de Bondoc trouvée aux Philippines en 1956 (888,6 kg). Elle se présente sous la forme de différents fragments (jusqu'à 25 kg chacun) trouvés à la fin du xixe siècle et d'autres trouvés depuis dans le champ de dispersion (11,5 × 2,1 km). Certains de ces fragments sont exposés dans différents musées : Muséum national d'histoire naturelle à Paris (15 kg), Musée américain d'histoire naturelle à New York (9 kg), Musée d'histoire naturelle de Londres (8 kg), etc.

## Composition
Vaca Muerta a une composition minéralogique typique des mésosidérites : environ 47 %pds de métal (alliage fer-nickel), 40 %pds de silicates et 12-13 %pds de troïlite. Contrairement à d'autres mésosidérites, la partie silicatée de Vaca Muerta n'est que partiellement rééquilibrée malgré les événements (sans doute des impacts cosmiques) à l'origine du mélange métal-silicate. Elle se compose de cristaux d'olivine, de pyroxène et de plagioclase, d'une matrice fine comportant quelques fragments rocheux, et s'accompagne d'oxydes et autres minéraux opaques. De par sa matrice non équilibrée et sa relative richesse en plagioclase, Vaca Muerta fait partie des 7 mésosidérites du groupe A1.
Vaca Muerta a subi sur Terre une profonde altération aqueuse (par interaction avec le brouillard fréquent du désert d'Atacama), à l'origine de nombreux minéraux néoformés : aragonite, calcite, goethite, limonite, paraotwayite et retgersite.